# Emma Fahne
Emma Maria Natalia Fahne, später Emma Pflaum (* 27. März 1836 auf Haus Roland in Rath, Bürgermeisterei Eckamp, Kreis Düsseldorf; † 8. Juni 1905 auf der Fahnenburg, Bürgermeisterei Ludenberg, Landkreis Düsseldorf), war eine deutsche Stilllebenmalerin der Düsseldorfer Schule.

## Leben
Emma Fahne war die Tochter des Juristen und Historikers Anton Fahne. Wie ihre Mutter Julie geborene Stommel erhielt sie in den 1840er und 1850er Jahren privaten Malunterricht bei dem Düsseldorfer Stilllebenmaler Johann Wilhelm Preyer, einem Freund ihres Vaters. Als Hausgäste auf Haus Roland, wo Emma bis 1858 aufwuchs, und auf der Fahnenburg, wo sie mit ihrer Familie danach lebte, verkehrten zahlreiche Künstler der Düsseldorfer Malerschule. 1867 zeigte Emma Fahne in Eduard Schultes Kunsthandlung in Düsseldorf zwei Blumenbouquets im Glase, unter anderem mit einer weißen Lilie und Centifolien (Rosen). Durch ihren Vater ist überliefert, dass sie im Kreise weiterer Familienmitglieder und Künstlerfreunde ihres Vaters dem Maler Joseph Fay zu dessen Historienbild Ein Festmahl aus dem Jahre 1610 Modell saß und dass sie das Porträt ihrer Mutter Julie, das Fay in den 1850er Jahren schuf, um ein Stillleben ergänzte, die Darstellung eines Buches und eines Teller mit Früchten und Blumen. Im Empfangszimmer der Fahnenburg hatten ihre Eltern ihr Fruchtstück aus dem Jahr 1866 aufgehängt. Im Speisesaal der Fahnenburg waren zwei ihrer Blumenbouquets und ein Fruchtstück ausgestellt.

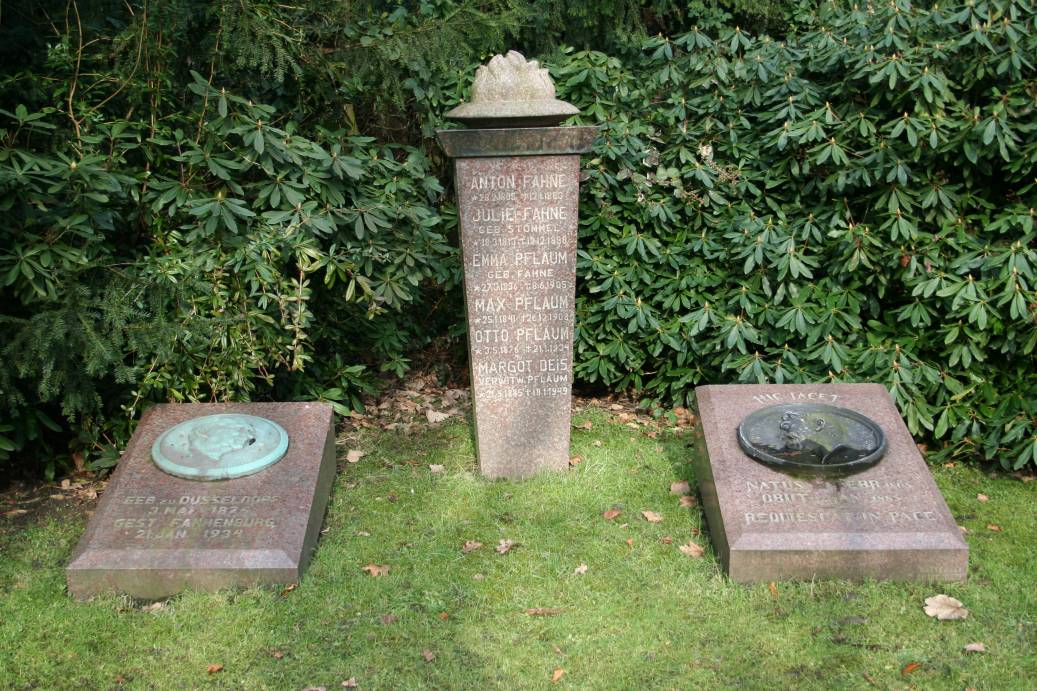
Familiengrabstätte Fahne-Pflaum

Emma heiratete den Buchhändler Max Pflaum (* 25. Januar 1841; † 26. Dezember 1908), mit dem sie sich 1873 verlobt und in einem Ehevertrag „völlige Gütertrennung“ vereinbart hatte. Aus der Ehe gingen die Söhne Otto (* 3. Mai 1876; † 21. Januar 1934) und Max Julius Karl (* 27. September 1877) hervor. Letzterer heiratete die Porträt- und Genremalerin Ellen Auler. Die Familiengrabstätte Fahne-Pflaum befindet sich auf dem Gerresheimer Waldfriedhof.